# Württembergische K

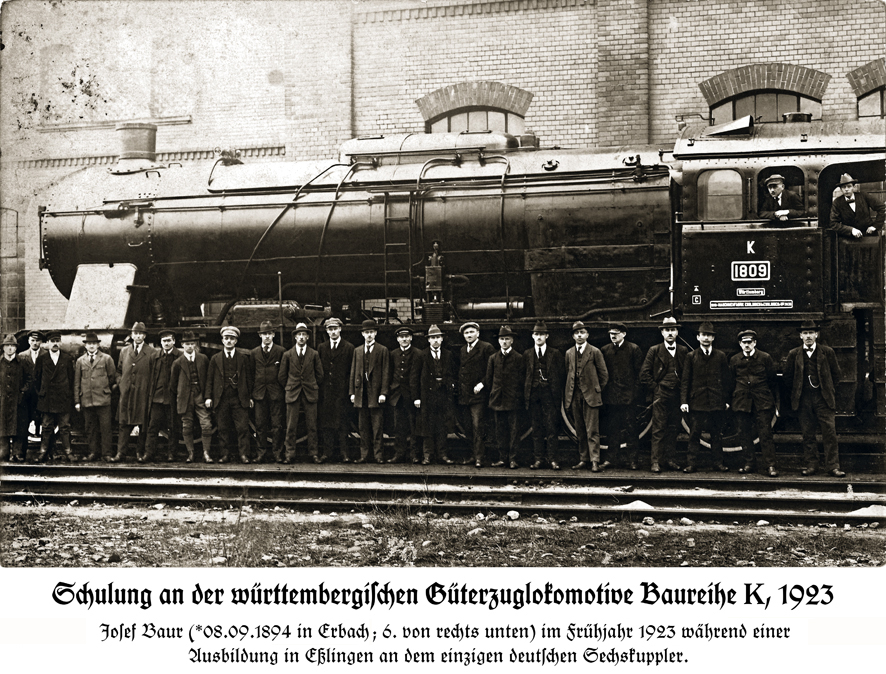
Die Personen vor der Maschine verdeutlichen ihre Größe

Die Dampflokomotiven der Gattung K der Württembergischen Staats-Eisenbahnen waren die einzigen für eine deutsche Eisenbahn gebauten sechsfach gekuppelten Lokomotiven. Konstruiert wurden sie von Eugen Kittel.

## Geschichte
Die von der Maschinenfabrik Esslingen zwischen 1917 und 1924 gebauten 44 Exemplare waren für die Geislinger Steige vorgesehen. Aufgrund guter Erfahrungen mit der kkStB 100 in Österreich und der maximalen Achslast von nur 16 t auf diesen Strecken entschied man sich für eine sechsfach gekuppelte Lok. Die erste Kuppelachse war um 20 mm und die letzte um 45 mm seitlich verschiebbar (System Gölsdorf), die Spurkränze der beiden mittleren Achsen um 15 mm geschwächt. Die Vorlaufachse war als Bisselgestell mit einem seitlichen Ausschlag von 95 mm ausgeführt. Die Maschinen verfügten über einen Zweiachsantrieb der Bauart nach de Glehn, die inneren Hochdruckzylinder trieben die 3. Kuppelachse und die äußeren Niederdruckzylinder die 4. Kuppelachse an.
Die Loks erwiesen sich als gelungene Konstruktion, die sehr zuverlässig und leistungsstark war. Sie konnte einen 1310 t schweren Zug auf einer Steigung von fünf Promille mit 40 km/h befördern. Im Betrieb auf gebirgigen Strecken waren sie sehr sparsam, während sie in der Ebene nicht wirtschaftlich arbeiteten. Die Deutsche Reichsbahn, die alle Lokomotiven als Baureihe 59 übernommen hatte, erhöhte die zulässigen Achslasten auf den wichtigen Hauptstrecken, so dass die Leistung der Gattung K schließlich auch mit fünffach gekuppelten Maschinen erbracht werden konnte. Ein Weiterbau der Baureihe unterblieb daher.
Nachdem die Strecke über die Geislinger Steige 1933 elektrifiziert wurde, setzte die Reichsbahn die Loks noch auf den übrigen wichtigen Güterzugstrecken in Württemberg und Baden ein. Nach Beginn des Zweiten Weltkriegs wurden die meisten Lokomotiven in die damals so genannte Ostmark abgegeben und auf der Semmeringbahn eingesetzt. Von dort gingen einige Exemplare während des Krieges nach Jugoslawien und Ungarn. Die Fahrzeuge, die bei der Deutschen Bundesbahn verblieben bzw. zu dieser zurückgekehrt waren, blieben bis 1953 im Dienst.
Von den nach dem Zweiten Weltkrieg in Österreich verbliebenen 30 Exemplaren wurden die meisten kassiert, zwei Stück kamen in die Sowjetunion, sechs zur MAV. Die restlichen vier Maschinen bildeten unter Beibehaltung der Ordnungsnummer die ÖBB Reihe 659, nämlich die 659.06, 23, 29 und 41. Sie wurden hauptsächlich im Schiebedienst von Mürzzuschlag ausgehend auf der Südrampe der Semmeringbahn eingesetzt. Alle Lokomotiven dieser Reihe wurden bis 1957 ausgemustert.
Die Fahrzeuge waren mit Schlepptendern der Bauarten wü 2'2' T 20, pr 2'2' T 21,5 und pr 2'2' T 31,5 ausgestattet.

### Fahrzeugliste
| Fabriknr. | Baujahr | Bahnnummer WüStB | Bahnnummer DR | Verbleib nach 1945              |
| --------- | ------- | ---------------- | ------------- | ------------------------------- |
| 3765      | 1917    | 1801             | 59 001        | 1951 bei ÖBB ausgemustert       |
| 3766      | 1918    | 1802             | 59 002        | 1949 von ÖBB an SŽD             |
| 3767      | 1918    | 1803             | 59 003        | 1946/47 von ÖBB an DB           |
| 3831      | 1918    | 1804             | 59 004        | bei JDŽ 34-001, ab 1947 147-001 |
| 3832      | 1918    | 1805             | 59 005        | 1951 bei ÖBB ausgemustert       |
| 3833      | 1918    | 1806             | 59 006        | bei ÖBB 659.06                  |
| 3834      | 1918    | 1807             | 59 007        | 1951 bei ÖBB ausgemustert       |
| 3835      | 1918    | 1808             | 59 008        | 1951 bei ÖBB ausgemustert       |
| 3836      | 1918    | 1809             | 59 009        | 1951 bei ÖBB ausgemustert       |
| 3837      | 1918    | 1810             | 59 010        | 1945 bei ÖBB ausgemustert       |
| 3853      | 1918    | 1811             | 59 011        | 1951 bei ÖBB ausgemustert       |
| 3854      | 1918    | 1812             | 59 012        | bei JDŽ 34-002, ab 1947 147-002 |
| 3855      | 1918    | 1813             | 59 013        | 1951 bei ÖBB ausgemustert       |
| 3856      | 1918    | 1814             | 59 014        | 1952 von ÖBB an DB              |
| 3857      | 1919    | 1815             | 59 015        | 1951 bei ÖBB ausgemustert       |
| 4093      | 1923    | (1816)           | 59 016        | bei JDŽ 34-003, ab 1947 147-003 |
| 4094      | 1923    | (1817)           | 59 017        | 1951 bei ÖBB ausgemustert       |
| 4095      | 1923    | (1818)           | 59 018        | bei JDŽ 34-004, ab 1947 147-004 |
| 4096      | 1923    | (1819)           | 59 019        | 1952 von ÖBB an DB              |
| 4097      | 1923    | (1820)           | 59 020        | 1952 von ÖBB an DB              |
| 4098      | 1923    | (1821)           | 59 021        | bei JDŽ 34-005, ab 1947 147-005 |
| 4099      | 1923    | (1822)           | 59 022        | bei JDŽ 34-006, ab 1947 147-006 |
| 4100      | 1923    | (1823)           | 59 023        | bei ÖBB 659.23                  |
| 4101      | 1923    | (1824)           | 59 024        | 1951 bei ÖBB ausgemustert       |
| 4102      | 1923    | (1825)           | 59 025        | 1951 bei ÖBB ausgemustert       |
| 4103      | 1923    | (1826)           | 59 026        | 1946 von ÖBB an DB              |
| 4104      | 1923    | (1827)           | 59 027        | 1951 bei ÖBB ausgemustert       |
| 4105      | 1923    | (1828)           | 59 028        | 1952 von MÁV an DB              |
| 4118      | 1923    | (1829)           | 59 029        | bei ÖBB 659.29                  |
| 4119      | 1923    | (1830)           | 59 030        | 1952 von MÁV an DB              |
| 4120      | 1923    | (1831)           | 59 031        | 1952 von MÁV an DB              |
| 4123      | 1923    | (1832)           | 59 032        | 1946/47 von ÖBB an DB           |
| 4124      | 1924    | (1833)           | 59 033        | 1946/47 von ÖBB an DB           |
| 4125      | 1924    | (1834)           | 59 034        | 1951 bei ÖBB ausgemustert       |
| 4129      | 1924    | (1835)           | 59 035        | 1946/47 von ÖBB an DB           |
| 4130      | 1924    | (1836)           | 59 036        | 1946/47 von ÖBB an DB           |
| 4131      | 1924    | (1837)           | 59 037        | 1952 von MÁV an DB              |
| 4132      | 1924    | (1838)           | 59 038        | 1946/47 von ÖBB an DB           |
| 4133      | 1924    | (1839)           | 59 039        | 1952 von MÁV an DB              |
| 4134      | 1924    | (1840)           | 59 040        | 1949 von ÖBB an SŽD             |
| 4135      | 1924    | (1841)           | 59 041        | bei ÖBB 659.41                  |
| 4136      | 1924    | (1842)           | 59 042        | 1952 von ÖBB an DB              |
| 4137      | 1924    | (1843)           | 59 043        | 1952 von MÁV an DB              |
| 4138      | 1924    | (1844)           | 59 044        | 1946/47 von ÖBB an DB           |